# Ґавловиці (Лодзинське воєводство)
Ґавловиці (пол. Gawłowice) — село в Польщі, у гміні Ґощанув Серадзького повіту Лодзинського воєводства.
Населення — 139 осіб (2011).
У 1975-1998 роках село належало до Серадзького воєводства.

## Демографія
Демографічна структура станом на 31 березня 2011 року:
|          | Загалом | Допрацездатний вік | Працездатний вік | Постпрацездатний вік |
| -------- | ------- | ------------------ | ---------------- | -------------------- |
| Чоловіки | 63      | 14                 | 37               | 12                   |
| Жінки    | 76      | 10                 | 48               | 18                   |
| Разом    | 139     | 24                 | 85               | 30                   |